# آلاله‌سانان
آلاله‌سانان (نام علمی: Ranunculales) راسته‌ای از دولپه‌ایهای علفی با هشت تیره و حدود ۳۲۰۰ گونه که کاسبرگ اغلب آن‌ها بیش از دوتا و پرچمهایشان زیاد و برچه‌های آن‌ها جدا از هم و گرده‌های آن‌ها سه‌دریچه‌ای است